# El Coco (Coclé)
El Coco è un comune (corregimiento) della Repubblica di Panama situato nel distretto di Penonomé, provincia di Coclé. Si estende su una superficie di 146,3 km² e conta una popolazione di 5.605 abitanti (censimento 2010).